# 後藤貞行
後藤 貞行（ごとう さだゆき、1850年2月4日（嘉永2年12月23日）- 1903年（明治36年）8月30日）は、日本の彫刻家。馬の彫刻で知られ、代表作は皇居前広場の楠木正成像の馬像。

## 経歴

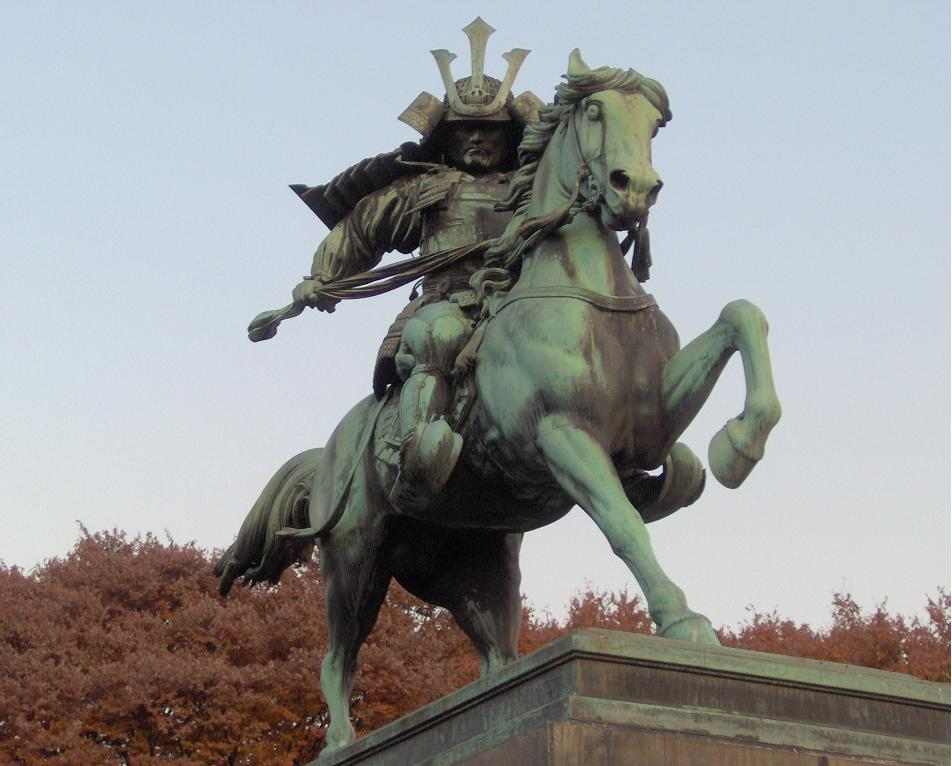
皇居外苑・楠木正成像（馬は後藤貞行の作）

### 若年期
紀州藩士の次男として箱根で生まれる。駿河国で育ち、1858年（安政5年）より和歌山で文武を学ぶ。
1866年（慶応2年）より幕府の騎兵所に学び、明治の廃藩置県後は東京などで兵馬術を学ぶ。
1874年（明治7年）よりフランス人デシャルムに西洋画を教わる。
1875年（明治8年）陸軍戸山学校の図画掛となる。
1880年（明治13年）から軍馬局に勤める。石版画、写真術などを学んだのち、高村光雲と知り合って木彫を学ぶ。

### 美術活動
1884年（明治17年）駒場農学校に勤務。この間、天皇の乗馬「金華山号」を銅像にして知られる。
1890年（明治23年）東京美術学校に勤務、楠木正成銅像の共同制作を行う。
上野恩賜公園の西郷隆盛像（1898年（明治31年）除幕）の犬「ツン」を制作。
1898年（明治31年）岡倉覚三（天心）の辞職に伴い美術学校を辞め、野にあって彫刻を行い、最後は盛岡にあったという。

## 血縁
息子に、彫刻家の後藤光岳がいる。のちに後藤貞行を襲名した。